# Браво, Икер
И́кер Бра́во Солани́лья (исп. Iker Bravo Solanilla; родился 13 января 2005, Сан-Кугат-дель-Вальес) — испанский футболист, нападающий итальянского клуба «Удинезе».

## Клубная карьера
Уроженец муниципалитета Сан-Кугат-дель-Вальес (входит в провинцию Барселона), Икера заметили скауты футбольного клуба «Барселона» ещё в возрасте 5 лет, вскоре после чего он стал игроком футбольной академии клуба. 28 июля 2021 года перешёл в немецкий клуб «Байер 04». 27 октября 2021 года дебютировал в основном составе «Байера» в матче Кубка Германии против «Карлсруэ». В возрасте 16 лет, 9 месяцев и 15 дней Браво стал самым молодым игроком в истории «Леверкузена», побив рекорд, принадлежавший Флориану Вирцу. 7 ноября 2021 года дебютировал в немецкой Бундеслиге в матче против «Герты».
31 июля 2024 года Браво подписал четырёхлетний контракт с итальянским клубом «Удинезе». В Серии А дебютировал 1 сентября 2014 года в матче против «Комо» (1:0).

## Карьера в сборной
Выступал за сборные Испании до 15, до 17 и до 19 лет.
Привёл к победе сборную Испании. Выиграл у сборной Франции в финале 2024 юношеского чемпионата Европы по футболу. Открыв счёт и забив победный гол.

## Достижения
Сборная Испании (до 19 лет)
- Победитель чемпионата Европы (до 19 лет): 2024